# Marcel Aubert
Marcel Aubert (París, 9 d'abril de 1884 - 28 de desembre de 1962) va ser un historiador de l'art de nacionalitat francesa.

## Biografia
Fill d'un arquitecte, que va faltar quan només en tenia set anys, segueix els seus estudis al Lycée Condorcet i a l'École des Chartes, on va escriure una tesi sobre la Catedral de Senlis, a l'Oise, en 1907.
Va entrar a treballar al departament de publicacions de la Biblioteca Nacional de França el 1909, i com a bibliotecari assistent el 1911, càrrec que ocupa fins a 1919, inclosos tres anys de captivitat a Alemanya.
El 1920, Aubert es trasllada al món dels museus, sent assistent de Paul Vitry al Louvre, en el departament d'Escultura Medieval, Renaixentista i Moderna. Va succeir Vitry com a restaurador en cap i prompte va ser nomenat restaurador dels Museus Nacionals, treball que va mantindre fins a la seua jubilació el 1955.
Va combinar aquesta tasca amb l'acadèmica i divulgativa. El 1924 es fa càrrec de la càtedra d'Arqueologia Medieval a la seua antiga École des Chartes, posició en la qual roman tres dècades. també va ensenyar a l'École du Louvre com a professor associat d'Arts Indústrials (1921-1924) i d'Escultura (1940-1949). També va ocupar càtedres a l'Escola Nacional Superior de Belles Arts: Arquitectura Francesa (1929-1934) i Arqueologia Medieval (des de 1937).
Aubert va treballar sobretot en el camp de l'arquitectura medieval, però també va estar interessat en l'escultura. Va mostrar que l'evolució de l'arquitectura no només és una conseqüència dels gustos de l'època, sinó també de l'ensenyament de les tècniques.
Marcel Aubert va ser triat a l'Académie des Inscriptions et Belles-lettres (Humanitats) el 1934.

## Treballs
Llista de monografies i treballs universitaris de Marcel Aubert:
- La Cathédrale de Senlis, tesis a l'École des chartes, 1905
- La Cathédrale Notre-Dame de Paris, tesis doctoral, publicada a Paris: Longuet, 1909
- Monographie de la cathédrale de Senlis, Senlis: Dufresne, 1911
- Senlis, Paris: Laurent, 1913
- Mennetou-sur-Cher, Blois: éd. du jardin de la France, 1921
- Catalogue des sculptures du Moyen Âge, de la Renaissance et des Temps modernes [du musée du Louvre], Paris: Musées nationaux, 1922 (amb Paul Vitry)
- L'architecture religieuse en France à l'époque gothique per Robert de Lasteyrie (posth.), Paris: Picard, 1926-1927
- Notre-Dame de Paris. Architecture et sculpture, Paris: Morancé, 1928
- L'art français à l'époque romane. Architecture et sculpture, Paris: Morancé, 4 vol., 1929-1948
- La sculpture française au début de l'époque gothique, Paris: ed. per Pégase, 1929
- Les richesses d'art de la France. La sculpture en Bourgogne, Paris: Van Oest, 1930
- L'abbaye des Vaux-de-Cernay, Paris, 1931
- Le Mont-Saint-Michel. L'abbaye, Grenoble: P. Arthaud, 1937
- Vitraux des cathédrales de France aux XIIe et XIIIe siècles, Paris: Plon, 1937
- L'église de Conques, Paris: Laurens, 1939
- L'architecture cistercienne en France, Paris: éd. d'art et d'histoire, 1943 (amb el Marquise de Maillé)
- Rodin, sculpteur, Paris, 1952
- L'art de la Catalogne, París, 1959